# Dongchen (köpinghuvudort i Kina, Jiangsu Sheng, lat 32,40, long 120,64)
Dongchen är en köpinghuvudort i Kina. Den ligger i provinsen Jiangsu, i den östra delen av landet, omkring 180 kilometer öster om provinshuvudstaden Nanjing. Antalet invånare är 40 107. Befolkningen består av 21 758 kvinnor och 18 349 män. Barn under 15 år utgör 10,0 %, vuxna 15-64 år 69 %, och äldre över 65 år 20,0 %.
Runt Dongchen är det tätbefolkat, med 819 invånare per kvadratkilometer. Närmaste större samhälle är Libao, 18,4 km norr om Dongchen. Trakten runt Dongchen består till största delen av jordbruksmark.
Genomsnittlig årsnederbörd är 1 284 millimeter. Den regnigaste månaden är juli, med i genomsnitt 239 mm nederbörd, och den torraste är januari, med 34 mm nederbörd.